# Rally Princesa de Asturias de 2017
El Rally Princesa de Asturias de 2017 fue la edición 54.ª, la séptima ronda del temporada 2017 del Campeonato de España de Rally, cuarta ronda del Iberian Rally Trophy y quinta ronda del European R3T. Se celebró del 12 al 15 de septiembre y contó con un itinerario de doce tramos sobre asfalto que sumaban un total de 186,65 km cronometrados.
Iván Ares fue el ganador por segundo año consecutivo en el Rally Princesa de Asturias, en esta ocasión con el Hyundai i20 R5, siendo además la segunda victoria de la temporada. Segundo terminó Pedro Burgo y tercero Surhayen Pernía.

## Itinerario
| Día   | Tramo | Nombre          | Distancia | Hora  | Ganador           | Tiempo  | Veloc. media | Líder rally |
| ----- | ----- | --------------- | --------- | ----- | ----------------- | ------- | ------------ | ----------- |
| Día 1 | SS1   | Morcín          | 14,16 km  | 13:29 | Pedro Burgo       | 8:21.6  | 101,6 km/h   | Pedro Burgo |
| Día 1 | SS2   | Candamo         | 15,82 km  | 14:27 | Gorka Antxustegui | 10:39.1 | 89,1 km/h    | Iván Ares   |
| Día 1 | SS3   | Llanera         | 15,60 km  | 15:14 | Pedro Burgo       | 11:06.0 | 84,3 km/h    | Pedro Burgo |
| Día 1 | SS4   | Morcín          | 14,16 km  | 17:44 | Iván Ares         | 8:13.1  | 103,4 km/h   | Iván Ares   |
| Día 1 | SS5   | Candamo         | 15,82 km  | 18:42 | Iván Ares         | 10:15.0 | 92,6 km/h    | Iván Ares   |
| Día 1 | SS6   | Llanera         | 15,60 km  | 19:28 | Iván Ares         | 11:02.2 | 84,8 km/h    | Iván Ares   |
| Día 2 | SS7   | Siero (TC Plus) | 15,41 km  | 09:14 | Surhayen Pernía   | 9:55.2  | 93,2 km/h    | Iván Ares   |
| Día 2 | SS8   | Villaviciosa    | 23,13 km  | 10:07 | Óscar Palacio     | 15:33.6 | 89,2 km/h    | Iván Ares   |
| Día 2 | SS9   | Colunga-Piloña  | 15,75 km  | 10:58 | Iván Ares         | 10:45.2 | 87,9 km/h    | Iván Ares   |
| Día 2 | SS10  | Villaviciosa    | 23,13 km  | 14:53 | Pedro Burgo       | 15:58.0 | 86,9 km/h    | Iván Ares   |
| Día 2 | SS11  | Colunga-Piloña  | 15,75 km  | 15:44 | Iván Ares         | 11:03.9 | 85,4 km/h    | Iván Ares   |
| Día 2 | SS12  | Oviedo          | 2,32 km   | 17:45 | Surhayen Pernía   | 1:56.0  | 72,0 km/h    | Iván Ares   |

## Clasificación final
| Pos.                   | Piloto             | Copiloto                  | Automóvil           | Tiempo    | Diferencia |
| General                | General            | General                   | General             | General   | General    |
| ---------------------- | ------------------ | ------------------------- | ------------------- | --------- | ---------- |
| 1.                     | Iván Ares          | José Antonio Pintor       | Hyundai i20 R5      | 2:05:26.8 | -          |
| 2.                     | Pedro Burgo        | Marcos Burgo              | Škoda Fabia R5      | 2:06:06.6 | +39,8      |
| 3.                     | Surhayen Pernía    | Carlos del Barrio         | Hyundai i20 R5      | 2:06:23.6 | +56,8      |
| 4.                     | Óscar Palacio      | Enrique Velasco           | Ford Fiesta R5      | 2:06:41.4 | +1:14.6    |
| 5.                     | Gorka Antxustegui  | Alberto Iglesias Pin      | Suzuki Swift R+     | 2:08:18.4 | +2:51.6    |
| 6.                     | José Manuel Mora   | Iván Bajo                 | Peugeot 208 R2      | 2:13:40.0 | +8:13.2    |
| 7.                     | Javier Pardo Siota | Adrián Pérez Fernández    | Peugeot 208 R2      | 2:16:12.6 | +10:45.8   |
| 8.                     | Francisco Cima     | Diego Sanjuan             | Renault Clio RS R3T | 2:20:03.5 | +14:36.7   |
| 9.                     | Alberto Seguí      | Alejandro López Fernández | Citroën DS3 R5      | 2:20:56.4 | +15:29.6   |
| 10.                    | Roberto Blach, jr. | Ariday Bonilla            | Peugeot 208 R2      | 2:20:58.1 | +15:31.3   |
| European Clio R3T      |                    |                           |                     |           |            |
| 1. (8.)                | Francisco Cima     | Diego Sanjuan             | Renault Clio RS R3T | 2:20:03.5 | +14:36.7   |
| 2. (16.)               | Javier Bouza Díaz  | Iván Bouza Lage           | Renault Clio RS R3T | 2:26:32.5 | +6:29.0    |
| 3. (20.)               | José Javier Pérez  | Alberto Espino            | Renault Clio RS R3T | 2:29:49.7 | +9:46.2    |
| Iberian Rally Trophy   |                    |                           |                     |           |            |
| 1.                     | Iván Ares          | José Antonio Pintor       | Hyundai i20 R5      | 2:05:26.8 | -          |
| 2.                     | Pedro Burgo        | Marcos Burgo              | Škoda Fabia R5      | 2:06:06.6 | +39,8      |
| 3.                     | Surhayen Pernía    | Carlos del Barrio         | Hyundai i20 R5      | 2:06:23.6 | +56,8      |
| Campeonato de Asturias |                    |                           |                     |           |            |
| 1. (4.)                | Óscar Palacio      | Enrique Velasco           | Ford Fiesta R5      | 2:06:41.4 | -          |
| 2. (-)                 | César Palacio      | Roberto Arias             | Citroën DS3 R3T     | 1:40:51.2 | +4:28.9    |
| 3. (6.)                | José Manuel Mora   | Iván Bajo                 | Peugeot 208 R2      | 2:13:40.0 | +5:06.9    |

| Predecesor: Vinho da Madeira 2017 | Iberian Rally Trophy | Sucesor: -                    |
| Predecesor: Ferrol 2017           | European Clio R3T    | Sucesor: C. de Madrid de 2017 |